# Couillard (arme)
Pour les articles homonymes, voir Couillard.
Le couillard est un engin militaire offensif, utilisé au Moyen Âge pour contaminer une place assiégée ou en détruire les défenses.
Cet engin est composé d'une longue perche placée sur un axe.
À l'une de ses extrémités, on trouve deux huches ou bourses (d'où son nom) servant de contre-poids. 
Les projectiles (boulets pour défoncer les murs ou cadavres d'animaux malades pour contaminer la population de la place assiégée) sont placés à l'autre extrémité de la perche, dans un réceptacle rappelant une fronde.

## Fonctionnement
On abaisse l'extrémité où se trouve le réceptacle au moyen de cordes, puis on place le projectile dans la fronde et on relâche le tout.
La portée d'un tel engin était de près de 200 mètres.
Entre 8 et 16 personnes étaient nécessaires pour assurer le bon fonctionnement de cette arme de siège, avec une cadence de tirs pouvant atteindre les 10 coups par heure.
De nos jours[Quand ?], quelques couillards ont été reconstruits pour des reconstitutions, à Larressingle dans le Gers, au château de Calmont d'Olt dans l'Aveyron, à Provins en Seine-et-Marne, au château de Largentière  en Ardèche, au donjon de Montbazon en Indre-et-Loire, et aux châteaux des Baux-de-Provence et de Tiffauges où le couillard effectue quotidiennement de véritables tirs de démonstration.